# علم توكيلاو

علم توكلو

بينما توكلو هي منطقة ذاتية الحكم تابعة لنيوزيلندا، علم نيوزيلاندا كان العلم المستخدم لتوكلو. ولكن في مايو 2008 تم اقتراح علم جديد وقبل من قبل البرلمان التوكلوي، وقبل سنة 2009 من قبل الملكة.

## أعلام أخرى

### اقتراح 1989

اقتراح 1989

اقترح سنة 1989 علم غير رسمي. النجوم الثلاثة في هذا العلم تعبر عن الثلاث جزر التي تتكون منها توكلو.

### اقتراح 2007

اقتراح 2007

في 2007 اقترح البرلمان التوكلوي علمًا، نشيدًا وطنيًا، وشعارًا جدد لتوكلو. النجوم الأربعة تمثل جزر توكلو الثلاثة وأيضا جزيرة سيونز (تديرها الولايات المتحدة ولكنها تابعة لتوكلو). لم يقبل هذا العلم رسميًا.